# Kleiner Daumen
Der Kleine Daumen ist ein 2197 m ü. NHN hoher Gipfel in den Allgäuer Alpen in Bayern.

## Lage und Umgebung
Der Kleine Daumen ist die nordöstliche Bergschulter des Großen Daumens. Seine Dominanz beträgt lediglich 500 m. Südöstlich des Gipfels liegt der Engeratsgundsee auf 1876 m ü. NHN.